# Governo provvisorio della Cina
Il Governo Provvisorio della Cina, con la sua capitale a Pechino, fu uno stato fantoccio istituito il 14 dicembre 1937 dal Giappone per governare le loro conquiste nella Cina settentrionale.  Il governo fu ufficialmente incorporato nel Governo nazionalista di Nanchino il 30 marzo 1940, ma in realtà rimase virtualmente indipendente fino alla fine della guerra.